# Henri Giffard

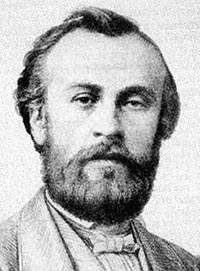
Henri Giffard

Baptiste Henri Jacques Giffard (* 8. Januar 1825 in Paris; † 14. April 1882 ebenda) war ein französischer Ingenieur und Luftfahrtpionier, der sich besonders durch die Nutzung der Dampfkraft als Antrieb für die Luftfahrt verdient gemacht hat.

## Leben und Wirken

### Dampftechnik

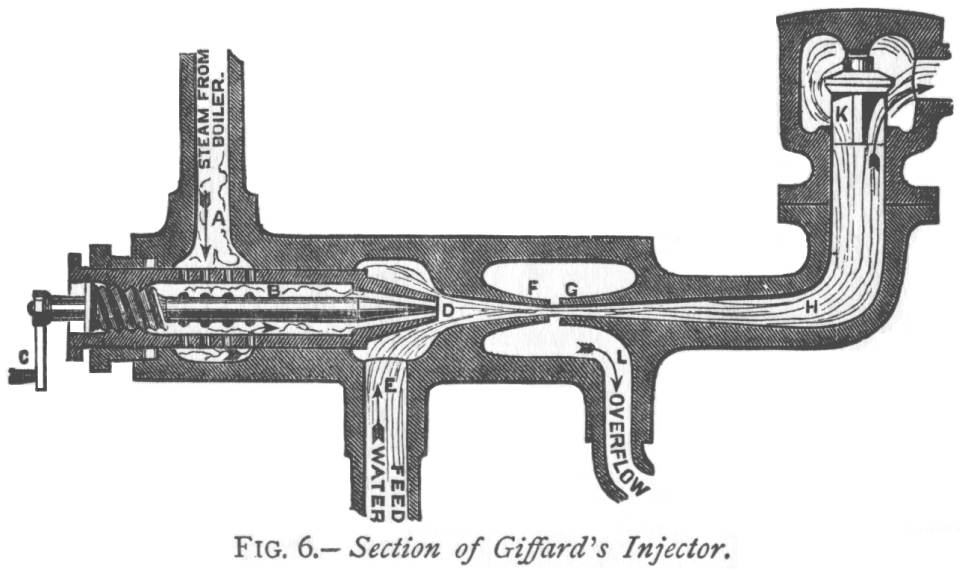
Injektor von Giffard

Der Tüftler war von Dampfmaschinen begeistert. Nach einem Studium im Collège royal de Bourbon begann er als technischer Zeichner bei der Eisenbahnlinie St. Germain. Durch Verbesserungen an Dampfmaschinen verdiente er ein Vermögen. Er entwickelte 1858 z. B. eine revolutionäre Dampfstrahlpumpe (siehe Bild).

### Luftschifffahrt

Giffards Luftschiff

Rund sieben Jahrzehnte nach Jean-Baptiste Meusnier de la Place griff Giffard erstmals dessen Ideen fundiert auf. Nachdem er bereits im Jahre 1850 dem französischen Ingenieur Jullien beim Bau eines Luftschiffes geholfen hatte, dessen Propeller von einem Uhrwerk angetrieben wurde, meldete er im Jahre 1851 ein Patent auf die „Anwendung des Dampfes in der Luftschifffahrt“ an.
Giffard baute zusammen mit zwei Jungingenieuren ein zigarrenförmiges Luftschiff mit einer Länge von 44 Metern und einem Durchmesser von 12 Metern, das 2500 m³ Gas fasste. Angetrieben war das Luftschiff von einer 45 Kilogramm schweren und 3 PS leistenden Dampfmaschine. Das Schiff hob am 24. September 1852 zum ersten Mal ab. Der 27,5 km lange Flug von Paris bis Trappes mit einer Geschwindigkeit von acht Kilometern pro Stunde gilt als der erste bemannte motorisierte Flug der Geschichte. Giffard erkannte schon nach diesem ersten Flug, dass das Eigengewicht der Dampfmaschine zu hoch war und ihre Leistung nicht ausreichend.
Ein weiteres, ebenfalls dampfbetriebenes Luftschiff explodierte beim Probeflug im Jahr 1855. Giffard und sein Begleiter entkamen den Flammen unverletzt. Das Interesse am Bau von Luftschiffen und Ballonen sank zu diesem Zeitpunkt jedoch merklich.

Giffards Fesselballon

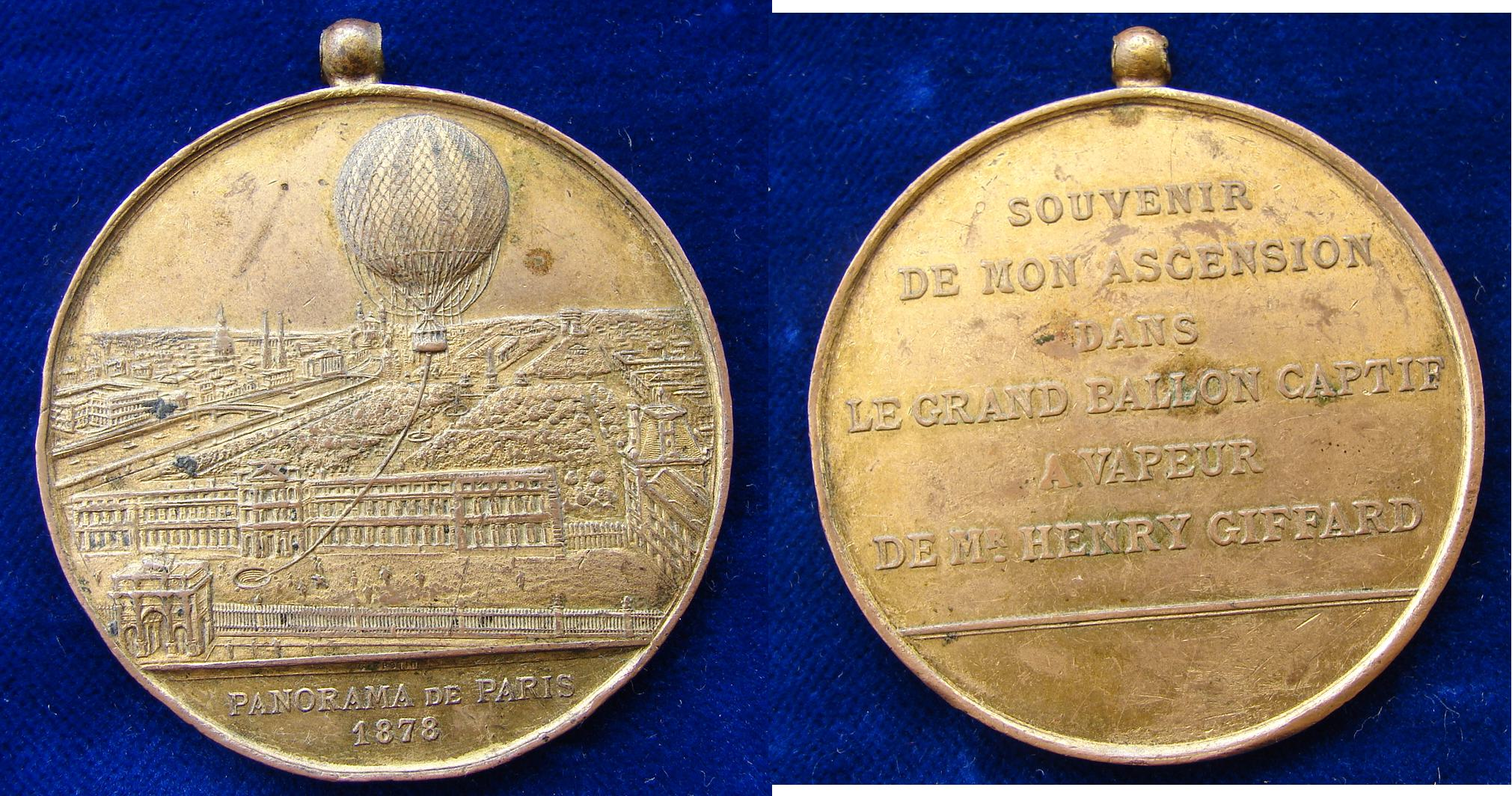
Der Fesselballon von Henri Giffard über Paris bei der Weltausstellung von 1878

1878 baute Giffard einen kugelförmigen Fesselballon mit einem Durchmesser von 36 m und einem Rauminhalt von rund 24.400 m³. Während der Weltausstellung 1878 in Paris wurde der Ballon (Le grand ballon captif – Der große Fesselballon) mit seiner bis zu 52 Personen fassenden Gondel an einem 600 m langen Seil aufgelassen. Der Ballon war eine der Attraktionen der Weltausstellung und beförderte in dieser Zeit ca. 35.000 Menschen.

### Lebensende
Weil er sich mit seiner einsetzenden Blindheit nicht abfinden konnte, setzte Giffard 1882 seinem Leben ein Ende. Er ist namentlich auf dem Eiffelturm verewigt, siehe: Die 72 Namen auf dem Eiffelturm. Seit 1960 trägt die Giffard Cove seinen Namen, eine Bucht in der Antarktis.